# レイクウッド教会
レイクウッド教会（レイクウッドきょうかい、Lakewood Church）は、アメリカ合衆国テキサス州ヒューストンにある、全米最大の教会である。
この教会は、過去にNBAヒューストン・ロケッツの本拠で、「ザ・サミット」と呼ばれたコンパック・センターを本部として買い取り、セントラル・キャンパスとしている。

## 概要
創設者はジョン・オスティーンで、現在の牧師はジョエル・オスティーンと妻のビクトリア。
1959年に設立され、2003年以降は旧コンパック・センター跡地にセントラル・キャンパスが設けられ、現在では世界中から週に43,000名の信者が礼拝に来る。また、礼拝の模様はテレビを通じて世界100カ国以上に配信されている。